# Australoconops
Australoconops är ett släkte av tvåvingar. Australoconops ingår i familjen stekelflugor.

## Dottertaxa tillAustraloconops, i alfabetisk ordning[1]
- Australoconops aequatus
- Australoconops aglaos
- Australoconops aptatus
- Australoconops aurantus
- Australoconops aurosus
- Australoconops balteus
- Australoconops breviplatus
- Australoconops bridwelli
- Australoconops brunneus
- Australoconops camrasi
- Australoconops cantrelli
- Australoconops elegans
- Australoconops fulvitarsus
- Australoconops furvus
- Australoconops inglorior
- Australoconops nebrias
- Australoconops neuter
- Australoconops ocellatus
- Australoconops pallorivittus
- Australoconops perbellum
- Australoconops phaeomeros
- Australoconops picus
- Australoconops pseudocellifer
- Australoconops pulcher
- Australoconops rufricus
- Australoconops similis
- Australoconops splendidus
- Australoconops sydneyi
- Australoconops unicinctus
- Australoconops vespoides